# Krasnoslobodsk (Mordwinien)
Krasnoslobodsk (russisch Краснослободск, mokschanisch Ош, Osch) ist eine Stadt in der Republik Mordwinien (Russland) mit 10.151 Einwohnern (Stand 14. Oktober 2010).

## Geographie
Die Stadt liegt etwa 110 km westlich der Republikhauptstadt Saransk an der Mokscha, einem rechten Nebenfluss der in die Wolga mündenden Oka.
Krasnoslobodsk ist Verwaltungszentrum des gleichnamigen Rajons.

## Geschichte
Der Ort ist seit 1571 als zu einem Ostrog gehörende Siedlung Krasnaja Sloboda bekannt, welche unter dem heutigen Namen 1780 Stadtrecht erhielt.

### Bevölkerungsentwicklung
| Jahr | Einwohner |
| ---- | --------- |
| 1897 | 7.400     |
| 1939 | 6.046     |
| 1959 | 6.477     |
| 1979 | 10.099    |
| 1989 | 11.261    |
| 2002 | 10.843    |
| 2010 | 10.151    |

Anmerkung: Volkszählungsdaten (1897 gerundet)